# غوردون شامبرز
غوردون شامبرز (بالإنجليزية: Gordon Chambers)‏ هو مغن مؤلف ومنتج أسطوانات أمريكي، ولد في 1969.

## وصلات خارجية
- غوردون شامبرز على موقع ميوزك برينز (الإنجليزية)
- غوردون شامبرز على موقع ديسكوغز (الإنجليزية)